# Кастелбелфорте
Кастелбелфорте (итал. Castelbelforte) је насеље у Италији у округу Мантова, региону Ломбардија.
Према процени из 2011. у насељу је живело 2513 становника. Насеље се налази на надморској висини од 27 м.

## Становништво
| 1936. | 1951. | 1961. | 1971. | 1981. | 1991. | 2001. | 2011. |
| ----- | ----- | ----- | ----- | ----- | ----- | ----- | ----- |
| 3.526 | 3.661 | 2.964 | 2.519 | 2.478 | 2.542 | 2.609 | 3.069 |